# كلير تايلور
كلير تايلور (بالإنجليزية: Clare Taylor)‏ (22 مايو 1965 بهدرسفيلد في المملكة المتحدة - ) هي لاعبة كريكت ولاعبة كرة قدم بريطانية في مركز قشاش. شاركت مع منتخب إنجلترا لكرة القدم للسيدات ومنتخب إنجلترا للكريكت. أما مع النوادي، فقد لعبت مع نادي ليفربول لكرة القدم للسيدات وBronte L.F.C. ‏.

## وصلات خارجية
- كلير تايلور على موقع إي آس بي آن كريك إنفو (الإنجليزية)
- كلير تايلور على موقع الاتحاد الدولي (مؤرشف)  (الإنجليزية)
- كلير تايلور على موقع قاعدة بيانات كرة القدم.إي يو (الإنجليزية)